# Manfred Kern (Politiker)

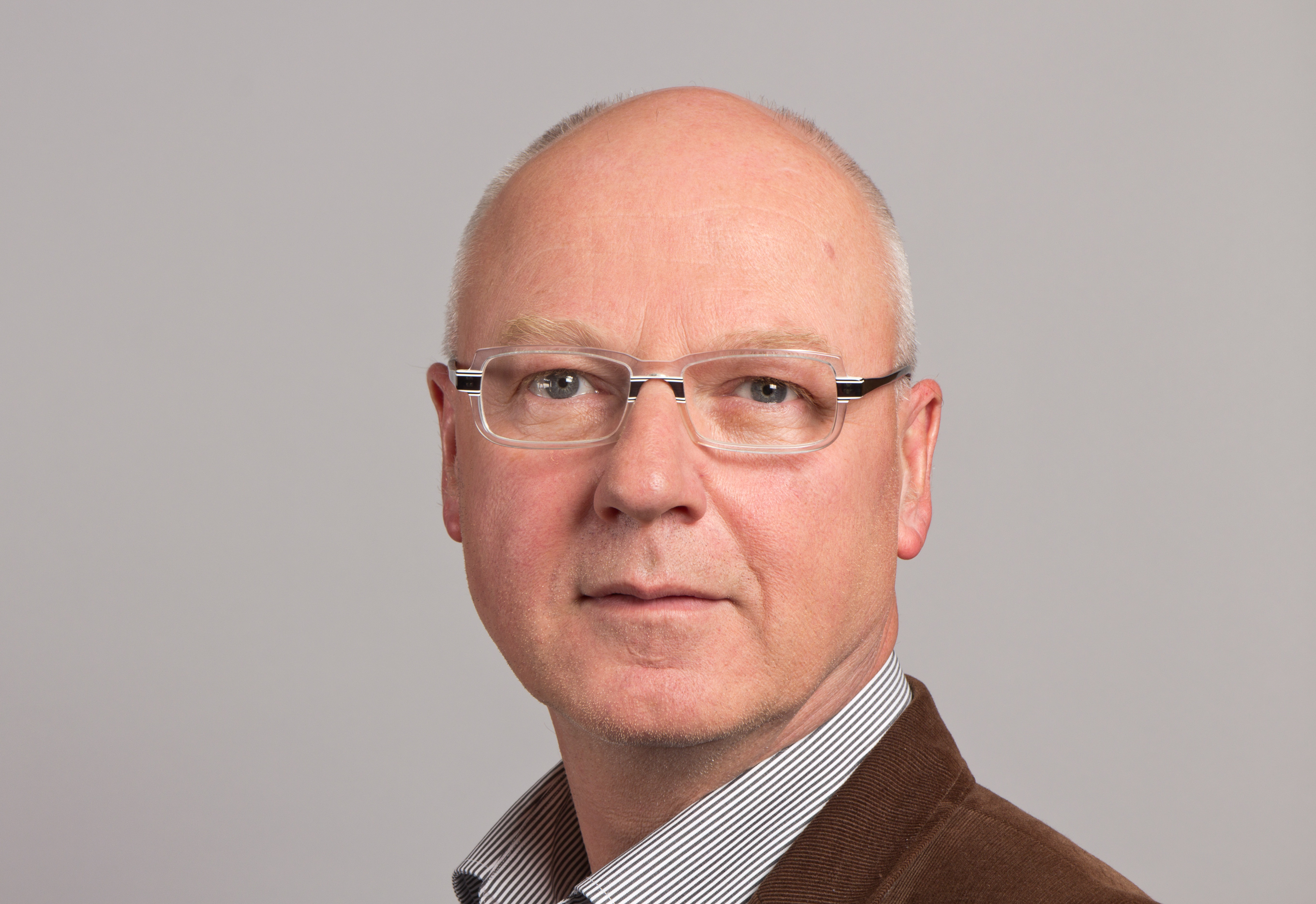
Manfred Kern, 2013

Manfred Kern (* 11. August 1958 in Mannheim) ist ein deutscher Steuerberater, Buchprüfer, Musiker und ehemaliger Politiker (Bündnis 90/Die Grünen). Er war von 2011 bis 2021 Abgeordneter im Landtag von Baden-Württemberg.

## Ausbildung und Beruf
Manfred Kern studierte nach dem Abitur zunächst ohne Abschluss Architektur in Darmstadt und dann von 1981 bis 1985 an der Fachhochschule Worms Betriebswirtschaftslehre mit der Fachrichtung Verkehrswesen/Touristik. Danach war er bei einer Wirtschaftsprüfungsgesellschaft in Mannheim angestellt und schließlich wurde er 1990 Steuerberater und vereidigter Buchprüfer mit eigener Kanzlei in Schwetzingen.

## Parteizugehörigkeit
Manfred Kern war zunächst bis 1980 Mitglied der SPD. Danach engagierte er sich bei der grün-alternativen Liste in Brühl. Den Grünen gehört Manfred Kern seit 1998 an. Er wurde 1999 in den Gemeinderat von Schwetzingen gewählt. Während der Kontroverse um den Afghanistan-Einsatz der Bundeswehr trat Kern aus der Partei aus. 2006 wurde er erneut Mitglied bei den Grünen. Sein erneutes Engagement begründete er damit, dass er die Wiederwahl des Schwetzinger CDU-Bürgermeisters Bernd Kappenstein verhindern wollte.

## Kommunalpolitiker
Von 2009 bis 2014 saß Kern im Kreisrat des Rhein-Neckar-Kreises. Dort war er verkehrspolitischer Sprecher der Fraktion Bündnis 90/Die Grünen und Mitglied in der Kulturkommission. Im November 2020 kandidierte er für das Amt des Bürgermeisters in Bensheim. Er erzielte jedoch im ersten Wahlgang nur 14,25 Prozent der Stimmen, landete auf dem vierten Platz unter fünf Bewerbern und verfehlte somit den Einzug in die Stichwahl.

## Landtagsabgeordneter

### Wahlergebnisse
2011 kandidierte Kern für Bündnis 90/Die Grünen im Landtagswahlkreis Schwetzingen. Mit 23,5 Prozent lag er hinter den Kandidaten der CDU und der SPD. Das war ausreichend, um ein Zweitmandat zu erringen.
Bei der Wahl im Jahr 2016 erhielt er mit 26,6 Prozent der Wählerstimmen das Direktmandat mit einem Vorsprung von 1006 Stimmen vor dem CDU-Kandidaten Thomas Birkenmaier.
Bei der Landtagswahl in Baden-Württemberg 2021 kandidierte er nicht erneut.

### Fraktion
Kern war für die Fraktion Bündnis 90/Die Grünen kulturpolitischer Sprecher und Ansprechpartner für die Landesarbeitsgemeinschaft der Gedenkstätten und Gedenkstätteninitiativen in Baden-Württemberg. In der 15. Wahlperiode war er zudem Sprecher für Denkmalpflege.

### Ausschussmitgliedschaften in der 15. Wahlperiode
- Ausschuss für Integration

- Ausschuss für Wissenschaft, Forschung und Kunst[14]

### Ausschussmitgliedschaften in der 16. Wahlperiode
- Ausschuss für Finanzen

- Ausschuss für Wissenschaft, Forschung und Kunst[15]

### Nebentätigkeiten
Nach Antritt seines Mandates im Jahr 2011 war Kern in Teilzeit selbständiger Steuerberater und selbständiger Musiker. In der 16. Wahlperiode kam eine dritte Tätigkeit dazu, die des vereidigten Buchprüfers.

## Vorstands- und Beratungstätigkeit
Während den zehn Jahren, in denen Kern Mitglied des Landtages war, hatte er die nachfolgenden Vorstands- und Beratungstätigkeiten inne.

### Mit Bezügen
- Kuratorium der Staatlichen Toto-Lotto GmbH Baden-Württemberg[18]
- Kulturunterausschuss der Baden-Württemberg Stiftung gGmbH[18]
- Kuratorium des Landesverbandes der Kunstschulen Baden-Württemberg e. V.[19]
- Kuratorium des Landesverbands Theater in Schulen Baden-Württemberg e.V.[18]

### Ohne Bezüge
- Beirat der Interessengemeinschaft Tanz – TanzSzene Baden-Württemberg e.V.[20]
- Beirat des Theaterhauses Stuttgart[20]
- Denkmalrat des Wirtschaftsministeriums Baden-Württemberg[20]
- Rat für die Angelegenheiten der deutschen Sinti und Roma in Baden-Württemberg[20]
- Wissenschaftlichen Beirates des Hauses der Geschichte Baden-Württemberg[21]
- Kuratorium der Bundesakademie für musikalische Jugendbildung Trossingen e.V.[22]
- Kuratorium der Kunststiftung Baden-Württemberg[23]
- Verwaltungsrat des Badischen Staatstheaters (stellvertretendes Mitglied)[20][24]

### Weiteres
Zusätzlich gehörte Kern 2012 zu den Gründungsmitgliedern des Projekts Lernort Zivilcourage & Widerstand und war dessen Gründungsvorstand. Im Februar 2019 beendete er seine Vorstandstätigkeit für das Projekt.

## Familie und Privates

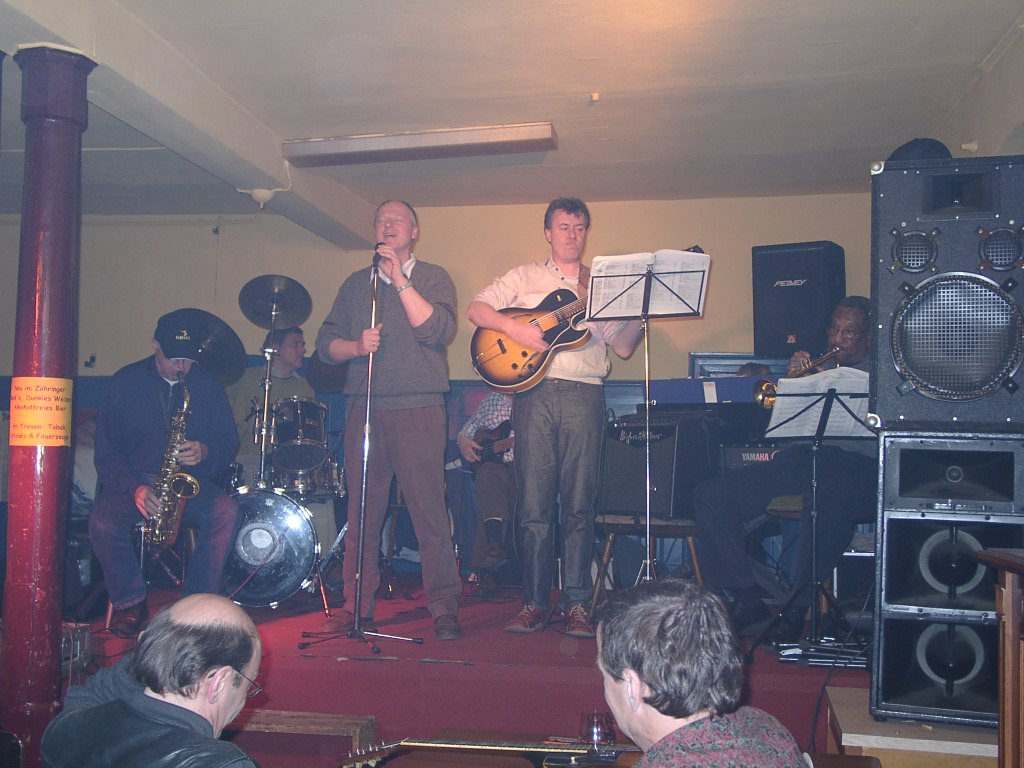
Kern als Sänger beim Jazz 2002, links am Saxophon Aart Gisolf

Manfred Kern lebt in Schwetzingen, ist verheiratet und hat drei Kinder. In seiner Freizeit engagiert er sich u. a. als Sänger in der Jazz-Initiative Schwetzingen. Aufgrund seiner Initiative fand ein Auftritt im baden-württembergischen Landtag statt. Mit Stand 2024 singt er außerdem beim Heidelberger Hardchor als Erster Bass.
Auf Vereinsebene aktiv ist Kern als Vorstand der Jazzinitiative Schwetzingen e.V., als zweiter Vorsitzender des Chinesischen Kulturzentrums Rhein-Neckar e.V. sowie als Ansprechpartner der Arbeitsgemeinschaft der Kulturvereine in und um Schwetzingen.